# Július 4.
Július 4. az év 185. (szökőévben 186.) napja a Gergely-naptár szerint. Az évből még 180 nap van hátra.
Névnapok: Ulrik + Aggeus, Babett, Babetta, Berta, Betta, Betti, Bettina, Erzsébet, Fédra, Felda, Illés, Ince, Karitász, Odiló, Odó, Ódor, Prudencia, Rajmond, Rajmund, Ramón, Szvetlána, Údó, Ulla

## Események
- 0907 – A pozsonyi csatában az Árpád fejedelem vezette magyar sereg megsemmisítette a Keleti Frank Királyság hadait. Történészek a honfoglalás végének tekintik az eseményt.
- 1187 – A hattíni csatában a keresztes seregek katasztrofális vereséget szenvednek Szaladin szultán csapataitól.
- 1456 – Megkezdődik Nándorfehérvár ostroma.
- 1464 – Rodoszon eltemetik Savoyai Hugó (Henrik) ciprusi királyi hercegnek és trónörökösnek, Savoyai Lajos ciprusi király és I. Sarolta ciprusi királynő egyetlen gyermekének a földi maradványait, a három évvel korábban elhunyt nagymester, Jacques de Milly sírjában.
- 1776 – John Hancock, a Kongresszus elnöke, és titkára, Charles Thomson aláírásával kiadják a függetlenségi nyilatkozatot. Megszületik az Amerikai Egyesült Államok.
- 1946 – A Fülöp-szigetek elnyeri függetlenségét.
- 1954 – A magyar labdarúgó válogatott 3–2-re elveszti Bernben a labdarúgó világbajnokság döntőjét a németek ellen.
- 1961 – A K-19 atommeghajtású tengeralattjáró balesete.
- 1976 – Az ugandai entebbei nemzetközi repülőtéren egy izraeli kommandó – az ugandai kormány beleegyezése nélkül – sikeres rajtaütéssel kiszabadítja az eltérített Air France repülőgép utasait. A tűzharcban hat túszejtőt megölnek (vagy fogolyként Izraelbe szállítanak).
- 1997 – Az amerikai Mars Pathfinder leszáll a Mars felszínére és a talajra helyezi a marsautót.
- 2012 – A CERN sajtótájékoztatóján bejelentik, hogy nagy valószínűséggel megtalálták a fizikában régen keresett – Leon Lederman Nobel-díjas fizikus által „isteni részecskének” is nevezett – Higgs-bozont.

## Sportesemények
Formula–1
- 1954 –  francia nagydíj, Reims – Győztes: Juan Manuel Fangio (Mercedes Benz)
- 1971 –  francia nagydíj, Paul Ricard – Győztes: Jackie Stewart (Tyrrell Ford)
- 1976 –  francia nagydíj, Paul Ricard – Győztes: James Hunt (McLaren Ford)
- 1993 –  francia nagydíj, Magny-Cours – Győztes: Alain Prost (Williams Renault)
- 2004 –  francia nagydíj, Magny-Cours – Győztes: Michael Schumacher (Ferrari)

Tour de France
- 2009 – Monacóból elrajtolt a 96. alkalommal megrendezett Tour de France kerékpáros körverseny. A verseny hossza 3500 km, mely 21 szakaszból áll. A versenyzőknek 2 pihenőnapjuk van: július 13-án (Limoges) és 20-án (Verbier). A verseny befutója július 26-án Párizsban van.

## Születések
- 1095 – Uszáma ibn Munkidz szíriai emír, költő, író, katona és diplomata, az „Intelmek könyve” szerzője († 1188)
- 1477 – Johannes Aventinus bajor humanista, filológus, történetíró († 1534)
- 1546 – III. Murád, az Oszmán Birodalom 12. szultánja († 1595)
- 1804 – Nathaniel Hawthorne amerikai író († 1864)
- 1807 – Giuseppe Garibaldi olasz hazafi és katona († 1882)
- 1826 – Stephen Foster dalszerző, "az amerikai zene atyja" († 1864)
- 1834 – Joseph Boehm  osztrák szobrász és éremművész († 1890)
- 1845 – Szinyei Merse Pál magyar festőművész († 1920)
- 1854 – Victor Babeș román orvos, mikrobiológus és az egyik legkorábbi bakteriológus († 1926)
- 1856 – Téry Ödön, a magyar turistamozgalom egyik alapítója († 1917)
- 1872 – Calvin Coolidge, az Amerikai Egyesült Államok 30. elnöke, hivatalban 1923–1929-ig († 1933)
- 1895 – R. Vozáry Aladár kárpátaljai magyar újságíró, lapszerkesztő, nemzetiségi politikus, magyarországi kormányfőtanácsos, országgyűlési képviselő († 1959)
- 1900 – Robert Desnos francia költő („Jonatán, a kapitány”) († 1945)
- 1901 – Halász Gábor Baumgarten-díjas magyar író, kritikus, irodalomtörténész  († 1945)
- 1902 – Meyer Lansky amerikai maffiavezér († 1983)
- 1903 – Szervátiusz Jenő romániai magyar szobrászművész († 1983)
- 1904 – Artur Malawski lengyel zeneszerző, zenepedagógus és karmester († 1957)
- 1907 – Ernst Loof német autóversenyző († 1956)
- 1915 – Fábián Gyula magyar zoológus, kísérleti régész, egyetemi tanár († 1985)
- 1918 – Johnnie Parsons amerikai autóversenyző († 1984)
- 1918 – IV. Tupou Taufaʻahau, tongai király († 2006)
- 1924 – Mikes Lilla Jászai Mari-díjas magyar színésznő, előadóművész érdemes művész († 2004)
- 1926 – Wolfgang Seidel német autóversenyző († 1987)
- 1926 – Alfredo Di Stéfano argentin–spanyol labdarúgó († 2014)
- 1927 – Jim McWithey amerikai autóversenyző († 2009)
- 1927 – Gina Lollobrigida olasz színésznő († 2023)
- 1927 – Halász Béla orvos, anatómus, az MTA rendes tagja († 2019)
- 1927 – Sebestyén Éva Gobbi Hilda-díjas és Aase-díjas magyar színésznő († 2011)
- 1927 – Neil Simon amerikai drámaíró, forgatókönyvíró († 2018)
- 1933 – Berdál Valéria Liszt Ferenc-díjas magyar operaénekesnő, érdemes művész († 2003)
- 1935 – Bátonyi György a Magyar Rádió bemondója († 2008)
- 1936 – Bartis Ferenc erdélyi magyar költő, író, újságíró († 2006)
- 1936 – Ralph Abraham amerikai matematikus († 2024)
- 1937 – Ruszt József Kossuth- és Jászai Mari-díjas magyar színházi rendező, színigazgató, művészeti tanácsadó, érdemes és kiváló művész, a zalaegerszegi Hevesi Sándor Színház örökös tagja († 2005)
- 1937 – Szonja Norvégia királynéja, V. Harald norvég király felesége
- 1938 – Ernie Pieterse dél-afrikai autóversenyző († 2017)
- 1941 – Kovács P. József magyar bemondó, műsorvezető, előadóművész
- 1946 – Trokán Péter Jászai Mari-díjas magyar színész, érdemes művész
- 1948 – Verebes István Jászai Mari-díjas magyar színész, író, rendező
- 1948 – René Arnoux francia autóversenyző
- 1951 – Grandpierre Attila magyar zenész, énekes, csillagász, író, költő
- 1952 – Pál Éva magyar énekesnő
- 1954 – Tóth Éva magyar színésznő
- 1960 – Roland Ratzenberger osztrák autóversenyző († 1994)
- 1960 – Valdine Anderson amerikai opera-énekesnő (szoprán)
- 1962 – Kiss Erika magyar színésznő
- 1968 – Mark Lenzi olimpiai bajnok amerikai műugró († 2012)
- 1971 – Bot Gábor magyar színész.
- 1973 – Jan Magnussen dán autóversenyző
- 1973 – Gackt japán énekes, gitáros, zongorista, zeneszerző, dalszövegíró
- 1973 – Orbán János Dénes Kossuth- és József Attila-díjas erdélyi magyar költő, író
- 1978 – Pikali Gerda magyar színésznő, szinkronszínész
- 1984 – Andriy Semenov ukrán súlylökő
- 1989 – Biró Gyula magyar színész, bábművész
- 1990 – David Kross német színész
- 1994 – Pesák Ádám magyar színész
- 1995 – Post Malone amerikai zenész

## Halálozások
- 907 – Luitpold bajor herceg
- 966 – V. Benedek pápa
- 1623 – William Byrd reneszánsz zeneszerző, az angol katolikus zene utolsó képviselője (* ~1543)
- 1780 – Károly Sándor lotaringiai herceg Németalföld osztrák császári főkormányzója és főkapitánya (* 1712)
- 1792 – Adami János Jakab evangélikus lelkész (* 1713)
- 1826 – John Adams, az Amerikai Egyesült államok  második elnöke. Ő és Thomas Jefferson az Amerikai Egyesült Államok második és harmadik elnöke. Érdekesség, hogy ez a nap volt az Amerikai Egyesült Államok függetlenségi nyilatkozata (amelyet mindketten aláírtak) aláírásának 50. évfordulója. (* 1735)
- 1831 – James Monroe, az Amerikai Egyesült Államok 5. elnöke, hivatalban 1817–1825-ig (* 1758)
- 1848 – François-René de Chateaubriand francia író, diplomata (* 1768)
- 1856 – Ferenczy István magyar szobrászművész, az MTA tagja (* 1792)
- 1910 – Pap Henrik magyar festőművész (* 1864)
- 1913 – Klösz György fényképész (* 1844)
- 1918 – Lévay József magyar költő, műfordító (* 1825)
- 1921 – Antoni Grabowski lengyel vegyészmérnök, korai eszperantista, műfordító, az eszperantó irodalmi nyelv fejlesztője (* 1857)
- 1927 – Ujváry Ignác magyar festő (* 1860)
- 1934 – Marie Curie (sz. Maria Sklodowska), lengyel születésű francia fizikus, kémiai és fizikai Nobel-díjas kutató (* 1867)
- 1945 – Jakabházy Zsigmond farmakológus, orvos, az MTA tagja (* 1867)
- 1958 – Nyireő Andor magyar ügyvéd, szélsőjobboldali országgyűlési képviselő (* 1895)
- 1962 – Adolf Meschendörfer erdélyi szász író (* 1877)
- 1963 – Szabó Gusztáv magyar gépészmérnök, műegyetemi tanár, országgyűlési képviselő (* 1879)
- 1974 – Szundy Jenő kertészeti szakíró (* 1883)
- 1992 – Astor Piazzolla argentin zeneszerző, zenekarvezető, harmonikás (* 1921)
- 1997 – Miguel Najdorf lengyel zsidó származású argentin sakk nagymester, a szicíliai védelem Najdorf-változatának névadója (* 1910)
- 2006 – Bada Tibor festőművész, költő, előadóművész (* 1963)
- 2011 – Habsburg Ottó, utolsó Habsburg trónörökös, politikus (* 1912)
- 2016 – Kohut Magda kétszeres Jászai Mari-díjas magyar színművész, kiváló művész (* 1928)
- 2019 – György János Aase-díjas magyar színész, a Hevesi Sándor Színház örökös tagja (* 1953)

## Nemzeti ünnepek, emléknapok, világnapok
- 1776 óta a függetlenség napja az Egyesült Államokban, ezen a napon írta alá Benjamin Franklin a függetlenségi nyilatkozatot
- Tonga: az uralkodó hivatalos  születésnapja
- Norvégia: Szonja norvég királyné születésnapja